# يوسف بن علي
يوسف بن علي (مواليد 28 مايو 1987) هو لاعب كرة يد تونسي المولد، يلعب لصالح نادى العربي القطري ويمثل منتخب قطر.

## روابط خارجية
- يوسف بن علي على موقع الاتحاد الأوروبي لكرة اليد (الإنجليزية)
- يوسف بن علي على موقع الاتحاد الفرنسي لكرة اليد (الفرنسية)